# Neurilema
O 'Neurilema' constitui estrutura que recobre a fibra denominada pós-ganglionar Sistema Nervoso Periférico Autônomo. Constitui-se, na verdade, de células de Schwann que envolvem o axônio, mas estas não estão compactadas,não formando a bainha de mielina. Estas fibras são amielínicas (o que difere das fibras pré-ganglionares do S.N.P.A.), sendo denominadas fibras de Remak. Também são revestidas por neurilema as fibras do n. olfatório , craniano não típico, no trajeto perfurando a lâmina crivosa do osso etmoide (não confundir com o bulbo olfatório).